# Angelika Rösch
Angelika Rösch (ur. 8 czerwca 1977 w Berlinie) – niemiecka tenisistka. Osiągnęła w swojej karierze 69. miejsce w światowym rankingu WTA Tour w lutym 2003 roku.
Grając w zawodowych turniejach od 1996 roku, głównie ITF, wygrała pięć turniejów singlowych i sześć deblowych tej rangi.
Jej najlepszym rokiem w karierze był rok 2002, w którym osiągnęła pierwszą setkę rankingu WTA Tour oraz zadebiutowała w turnieju wielkoszlemowym w Wimbledonie. W tym samym roku trzykrotnie pokonała Jelenę Diemientjewą będącą w tym czasie w pierwszej dwudziestce światowego rankingu.

## Finały turniejów WTA
| Legenda                | Legenda |
| ---------------------- | ------- |
| Wielki Szlem           |         |
| Igrzyska olimpijskie   |         |
| WTA Tour Championships |         |
| 1988 – 2008            |         |
| Kategoria I            |         |
| Kategoria II           |         |
| Kategoria III          |         |
| Kategoria IV           |         |
| Kategoria V            |         |

### Gra podwójna
| Końcowy wynik | Nr | Data          | Turniej | Nawierzchnia | Partnerka         | Przeciwniczki                              | Wynik finału |
| ------------- | -- | ------------- | ------- | ------------ | ----------------- | ------------------------------------------ | ------------ |
| Finalistka    | 1. | 14 lipca 2002 | Palermo | Ceglana      | Ljubomira Baczewa | Jekatierina Sysojewa Jewgienija Kulikowska | 4:6, 3:6     |

## Wygrane turnieje rangi ITF

### Gra pojedyncza
|    | Data       | Turniej   | Kat. | ($)    | Naw.   | Finalistka           | Wynik         |
| 1. | 27/11/1995 | São Paulo | ITF  | 10 000 | twarda | Sabine Haas          | 6:1, 5:7, 6:2 |
| 2. | 06/09/1998 | Hechingen | ITF  | 10 000 | ziemna | Olga Blahotova       | 6:4, 5:7, 7:5 |
| 3. | 30/09/2001 | Werona    | ITF  | 25 000 | ziemna | Zuzana Kučová        | 6:4, 6:0      |
| 4. | 22/04/2007 | Bari      | ITF  | 25 000 | ziemna | Giulia Gabba         | 6:4, 6:7, 7:5 |
| 5. | 28/09/2008 | Lecce     | ITF  | 25 000 | ziemna | Mervana Jugić-Salkić | 6:4, 6:7, 7:5 |